# Sulsted Sogn
Sulsted Sogn er et sogn i Aalborg Nordre Provsti (Aalborg Stift).
I 1800-tallet var Ajstrup Sogn anneks til Sulsted Sogn. Begge sogne hørte til Kær Herred i Aalborg Amt. Sulsted-Ajstrup sognekommune blev ved kommunalreformen i 1970 indlemmet i Aalborg Kommune. 
I Sulsted Sogn ligger Sulsted Kirke.
I sognet findes følgende autoriserede stednavne:
- Agdrup (ejerlav, landbrugsejendom)
- Agdrup Kær (bebyggelse)
- Bjørum Mark (bebyggelse)
- Branths Plantage (areal)
- Byrholt (bebyggelse)
- Bålbakke (areal)
- Hammer Bakker (bebyggelse)
- Hedestederne (bebyggelse)
- Hostrup (bebyggelse)
- Lindholt (bebyggelse)
- Melsted (bebyggelse, ejerlav)
- Minderækken (bebyggelse)
- Præstegårdens Mark (bebyggelse)
- Sulsted (bebyggelse, ejerlav)
- Svanehusene (bebyggelse)
- Svanekærsgrøft (vandareal)
- Søhuse (bebyggelse)
- Vang Mark (bebyggelse)
- Vestbjerg (bebyggelse, ejerlav)
- Vestbjerg Bakker (areal, bebyggelse)
- Vestbjerg Eng (bebyggelse)
- Vestbjerg Kær (bebyggelse)
- Åensgårde (bebyggelse)